# جون دونوفان (لاعب كرة قدم أمريكية)
جون دونوفان (بالإنجليزية: John Donovan)‏ هو لاعب كرة قدم أمريكية أمريكي، ولد في 11 سبتمبر 1974 في ريفر إيدج في الولايات المتحدة.